# Ranulf Flambard
Ranulf Flambard oder Ralph Flambard (* um 1060 in der Normandie; † 5. September 1128 in Durham) war der wichtigste Minister in der Regierungszeit König Wilhelms II. Rufus, Fürstbischof von Durham, Lordkanzler und Siegelbewahrer von England.

## Leben
Ranulf Flambard war Sohn eines normannischen Gemeindepriesters in der Diözese von Bayeux, Normandie. In jungen Jahren wanderte er nach England aus und erhielt eine Anstellung am Kanzleigericht König Wilhelms I. des Eroberers. Am Hof fiel er durch sein Talent auf, Unruhe zu stiften. So gaben ihm die Barone den Spitznamen „Flambard“. Durch seine Fähigkeiten als Finanz- und Justizfachmann, spielte er eine wichtige Rolle bei der Zusammenfassung des Domesday Book (Buch von Winchester). In diesen Aufzeichnungen wird er als Sekretär und Landbesitzer erwähnt. Bevor Wilhelm I. starb, wurde Ranulf Kaplan bei Maurice, dem Bischof von London und Lordkanzler von England, unter welchem er während seiner Zeit beim Kanzleigericht schon gedient hatte.
Unter König Wilhelm II. trat Ranulf wieder in königliche Dienste (1089). Mit Hilfe von Ranulf steigerte Wilhelm seine Macht, indem er die Bischöfe wie weltliche Vasallen behandelte und ihnen Erbgebühren (relevia) abverlangte. Er nahm das eindringende Regalien- und Spolienrecht, das bei Vakanzen die Einkünfte und bei Neubesetzungen eine Jahreseinkunft der Krone zubilligte, für sich in Anspruch und verzögerte die Neubesetzung von Bischofsstühlen, um möglichst lange im Genuss der Regalien zu bleiben. Deswegen ließ er nach dem Tode Lanfrank von Bec († 1089) das Erzbistum Canterbury verwaist. Erst eine schwere Erkrankung bewog ihn (1093), Anselm, den Abt von Bec in der Normandie, auf den Stuhl von Canterbury zu erheben. Aus Protest gegen Wilhelm und Ranulfs Kirchenpolitik ging Anselm 1097 in die Verbannung. 1099 wurde Ranulf mit dem Bischofssitz der vermögenden Diözese von Durham belehnt.
Als Wilhelm Rufus 1100 plötzlich starb, gelangte die englische Krone mit Heinrich I. an einen Herrscher, der in England geboren war, Sprache und Recht des Landes kannte. Dieser setzte, als ersten Gefangenen im Tower of London, Ranulf Flambard, Bischof von Durham, fest. Ein in einem Weinfass verstecktes Seil ermöglichte ihm die Flucht (1101) über die Mauern. Die Wachen lagen im Vollrausch, hatte der Bischof ihnen doch freimütig vom Rebensaft angeboten. Er suchte Zuflucht beim älteren Bruder des englischen Königs, bei Robert II., Herzog der Normandie. In seiner Funktion als Roberts Ratgeber drängte Flambard den Herzog in einen Konflikt mit dessen Bruder Heinrich, der mit der Machtübernahme Roberts in England beendet werden sollte. Als Herzog Robert in England landete, war Heinrichs Herrschaft so fest begründet, dass Robert zum Verzicht gezwungen wurde. Heinrich setzte ihm über den Kanal nach, schlug ihn 1106 bei der Schlacht bei Tinchebray und hielt ihn zeit seines Lebens gefangen. Ranulf Flambard wurde von Heinrich begnadigt und durfte daraufhin wieder seinen Bischofssitz in Durham einnehmen. 1107 bis 1123 hatte er das Amt des Lordkanzlers und Siegelbewahrers von England inne. Die letzten Jahre seines Lebens verbrachte er in seiner Diözese in Durham, wo er am 5. September 1128 starb.